# José Bohr
José Bohr (geboren als Yopes Bohr Elzer am * 3. September 1901 in Bonn; † 29. Mai 1994 in Oslo) war ein Sänger, Komponist, Schauspieler und Regisseur.
Bohr kam in seinem ersten Lebensjahr mit seiner Familie nach Konstantinopel, wo sein Vater, der Tierarzt war, eine Anstellung im privaten Palastzoo von Sultan Abdülhamid II. erhalten hatte. 1904 zog die Familie nach Punta Arenas, wo Bohr bis 1921 lebte, als Stummfilmpianist arbeitete und seine ersten Kompositionen schrieb, darunter die Hymne Punta Arenes. 1921 kam er nach Buenos Aires. Dort trat er als Sänger im Radio Cultura auf, war an der Gründung des Senders Radio Brusa beteiligt und debütierte 1924 am Teatro Porteño als Sänger in der Revue De Puente Alsina a Montmartre von Ivo Pelay, Bayón Herrera und Manuel Romero. Insgesamt komponierte er in dieser Zeit in Buenos Aires über zweihundert Titel, darunter Y tenía un lunar, Cascabelito und Pero hay una melena.
1925 debütierte er in den USA am Paramount Theatre in New York in dem Stück Gaucho, kurze Zeit später hatte er eine Hauptrolle in Sombras de gloria, dem ersten spanischsprachigen Hollywood-Film. Ab 1932 lebte Bohr in Mexiko. Er war dort mit Künstlern wie Luis Buñuel, Cantinflas und Jorge Negrete befreundet und drehte als einer der Pioniere des mexikanischen Kinos mehr als dreißig Spielfilme, darunter einen Film über das Leben Franz Liszts, in dem der Pianist Claudio Arrau die Hauptrolle inklusive musikalischer Einlagen spielte.
1940 kehrte er nach Chile zurück und wurde dort Generaldirektor der Chile Films. Bei dieser produzierte er sechzehn weitere Spielfilme, für die er sämtlich die Filmmusiken komponierte. Daneben trat er weiterhin als Sänger im Rundfunk und Fernsehen auf. Seine Heimatstadt Punta Arenas ehrte ihn 1976 als Ehrenbürger, und die chilenische Regierung verlieh ihm den Orden al mérito Bernardo O'Higgins. 1980, zum 50. Jahrestag der Erstaufführung des Films, verlieh ihm James M. Roberts, der Exekutivdirektor der Academy of Motion Picture Arts and Sciences, einen Oscar für sein Lebenswerk. Bohr lebte ab 1980 in Dänemark bei seinen Söhnen Daniel und Eduardo Bohr.